# 塩川嘉彦
塩川 嘉彦（しおかわ よしひこ、1926年2月13日 - ）は、日本の経営者。大東京火災海上保険社長、会長を務めた。静岡県出身。

## 経歴
1950年に早稲田大学政治経済学部を卒業し、同年に大東京火災海上保険に入社。1969年6月に取締役に就任し、1972年2月に常務、1974年6月に専務を経て、1978年7月に副社長に就任し、1982年11月には社長に昇格。1988年6月に取締役相談役に就任し、1989年6月から1993年6月までに相談役を務めた。